# Ellen Broidy
Ellen Broidy est une militante américaine des droits des personnes homosexuelles. Elle était aussi l'une des organisatrices et instigatrices de la première marche des fiertés de juin 1970.

## Etudes
Ellen Broidy a fréquenté l'Université de New York, où elle est devenue présidente de la Ligue universitaire homophile est devenue plus tard NYU Gay Students Liberation,,. Elle est titulaire d'un doctorat en histoire des États-Unis de l'Université de Californie à Irvine.

## Activisme
Alors qu'elle vit à Berkeley, en Californie, Ellen Broidy est membre des Lesbian School Workers, un groupe né des Gay Teachers and School Workers en 1977.

### Origine de la Marche des fiertés
Ellen Broidy a présenté, en novembre 1969 une motion lors de la Conférence régionale de l'Est des organisations homophiles au nom d'elle-même, de Linda Rhodes, Craig Rodwell et Fred Sargeant. Elles proposent d'organiser une marche annuelle le dernier samedi de juin qui s'appellerait le jour de libération de Christopher Street, pour commémorer les émeutes de Stonewall de 1969 qui ont eu lieu sur Christopher Street. La motion est adoptée à l'unanimité. À partir du début de 1970, Hellen Broidy et les autres organisateurs ont tenu des réunions régulières avec des membres de nombreuses association de défense des droits des personnes homosexuelles pour préparer cette manifestation qui s'est tenue le 28 juin 1970, premier anniversaire de Stonewall,.
La marche du jour de la libération de Christopher Street est devenue ce qu'on appelle maintenant la marche des fiertés. Hellen Broidy est critique vis à vis des défilés actuels car elle estime qu'ils ont pris un ton festif et ont perdu leur origine révolutionnaire,.

### Lavander Menace
En mai 1970, Broidy et d'autres lesbiennes féministes radicales ont teint leurs t-shirts en violet et y ont imprimé les mots « Lavender Menace », en référence à une phrase utilisée par Betty Friedan pour décrire la supposée menace perçue que les lesbiennes de l'association faisait peser sur le féminisme. Elles ont porté leurs chemises à la deuxième conférence pour unir les femmes à Manhattan, et exigé l'inclusion des lesbiennes dans les mouvements féministes.

## Carrière professionnelle
Broidy a travaillé comme bibliothécaire de recherche. Elle a également enseigné au département d'études féminines de l'Université de Californie sur les campus de Los Angeles et d'Irvine,.

## Vie privée
Au moment de l'organisation de la première marche des fiertés, Broidy sortait avec la co-organisatrice Linda Rhodes. Elles habitaient Manhattan,.
Ellen Broidy vit  à Santa Barbara, en Californie, avec son épouse, Joan Ariel.